# Hrouzek obecný

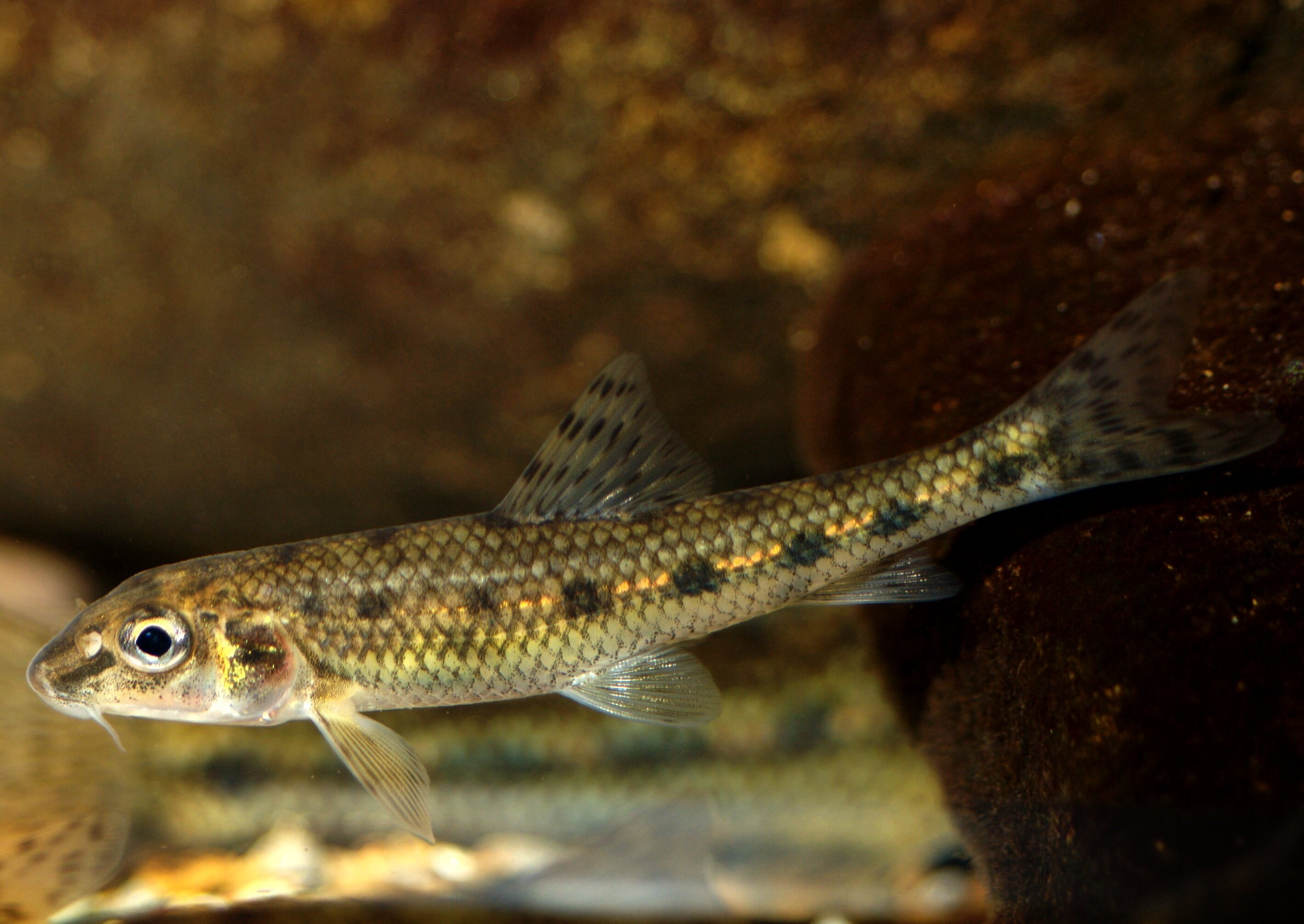
Hrouzek obecný

Hrouzek obecný (Gobio gobio) je malá kaprovitá ryba s protáhle vřetenovitým tělem, se spodními ústy a nezaměnitelnými vousky, které nataženy dozadu nedosahují k oku, čímž se odlišuje od ostatních druhů hrouzka. Je rozšířena ve většině mimopstruhových vod, kde žije při dně. Typickým projevem ryby jsou výskoky nad hladinu, při kterých vrtí tělem a vydává tak typický zvuk. Mladé ryby se zdržují v hejnech. 
Žije v celé Evropě s výjimkou jižnějších oblastí Itálie, a severu Norska, Švédska, Finska a Skotska. Je oblíbenou rybou pří nástraze na dravce. Lidově je také mezi rybáři nazýván jako řízek, hřízek nebo řezan.

## Taxonomie
Podle nejnovějších taxonomických výzkumů DNA v souvislosti s tvorbou nové systematiky se uvádí, že druh hrouzek obecný tvoří reálně nejméně 4 samostatné druhy (Gobio gobio, hrouzek dunajský Gobio obtusirostris, hrouzek karpatský Gobio carpathicus a Gobio sp.).

## Popis
Hrouzek patří mezi naše menší druhy ryb. V ideálních podmínkách se dorůstá až 25 centimetrů délky a váhy i přes 100 g, nicméně nejčastěji se setkáváme s délkou 10–14 cm a váhou 6–25 g.
Má protáhlé válcovité tělo s homocerkní ocasní ploutví a hranatou hlavou se spodními ústy s jedním párem vousků, které nedosahují na zadní okraj oka. Hrdlo má pokryto šupinami.

### Zbarvení
Mívá výrazně tmavý hřbet v odstínu hnědé barvy. Na stranách těla má po celé délce trupu až ocasnímu násadci bledě modré skvrny, někdy se slabým odstínem fialové. Bříško je většinou bílé, s lehce šedým odstínem, někdy až do bíložluté barvy. Zbarvení se může lišit podle oblasti, v níž se ryba vyskytuje. Pokud se bude jednat o mělkou čistou rychleji tekoucí vodu, bude hrouzek zbarven mnohem výrazněji, než bude-li se jednat o pomalu tekoucí hlubokou vodu cejnového pásma, kde bude barva vybledlejší a kresba po stranách těla méně výrazná.
Pokud hrouzka vytáhneme mimo vodní prostředí, můžeme si všimnout lesklého namodralého nádechu po celé délce horní části boků. ve vodě je toto zbarvení mnohem méně patrné.

### Ploutve
Hřbetní ploutev má dva až tři tvrdé paprsky a 6–8 měkkých větvených paprsků, řitní ploutev dvě nebo tři tvrdé a 5–7 měkkých větvených paprsků. V postranní čáře je 38 až 45 šupin.

## Výskyt
Hrouzek obecný je původním druhem ve většině zemí Evropy a severní a severovýchodní Asie. nepůvodním druhem je ve Španělsku, severní a centrální Itálii (na jihu se nevyskytuje), Norsku (S výjimkou nejsevernějších oblastí, kde jej nenalezneme) a Maroku.
Nejčastěji obývá proudící čistou vodu s dostatkem kyslíku a štěrkovitým, popřípadě písčitým dnem. Z tohoto důvodu vyhledává nejčastěji vody lipanového pásma. Někdy jej můžeme nalézt i na spodní hranici pásma pstruhového. I přes preferenci čistých vod je schopen akceptovat i více organicky znečištěnou vodu, je-li dobře prokysličená a má písčité, nebo štěrkovité dno. Díky tomu se vyskytuje i v pomalých tocích cejnového pásma.
Nejčastěji obývá bentál, tj. oblast dna a jeho blízkost. Většinu času tráví v proudu, nicméně stále v blízkosti břehu. V létě se rád vyhřívá v mělčích tůních se štěrkovitým, nebo kamenitým podložím.

## Rozmnožování
Tře se v květnu a v červnu, jikry klade do mělčin na kamenech a rostlinách. Samice se vytírají ve 3–4 dávkách. Jedna samice může mít mezi 1000–3000 bezbarvých jiker, které jsou veliké 1,5 mm. Vývoj jiker trvá 6–10 dní, poté dochází k vykulení plůdku. Následně pak během prvního roku dorostou rybky zhruba 2,5–6 cm.

## Potrava
Potravu si hrouzci hledají na dně a při jejím sběru prohledávají svými spodními ústy škvíry mezi kameny nebo víří a převracejí písek. Aktivní jsou hlavně přes den.
Živí se především drobnými živočichy jako jsou larvy chrostíků, jepic a pakomárů, nítěnky, drobní vodní korýši (např. blešivec) apod. Místy se zvedají i do sloupce a loví plankton (perloočky). Kromě vodních organismů byl v jejich žaludcích nalezen i detrit a omezený podíl rostlinné složky.

## Význam
Z hospodářského hlediska se jedná o nijak zvlášť důležitý druh. V minulosti, hlavně koncem 19. století, se díky svému chutnému masu často využíval k přípravě grundlí (německý název hrouzka je Gründling), hlavně v pražském Podolí. Nicméně byl postupně nahrazován mřenkou, které se chytalo více. Kromě konzumace se hrouzek hojně využívá jako nástražní rybka na širokou škálu dravých ryb a je tak hojně prodávána v rybářských potřebách právě k tomuto účelu.